# Перша Алексієвка
Перша Алексі́євка (рос. Первая Алексеевка) — присілок у складі Щолковського міського округу Московської області, Росія.
Старі назви — Алексієвка 1-а, 1-а Алексієвка.

## Населення
Населення — 55 осіб (2010; 49 у 2002).
Національний склад (станом на 2002 рік):
- росіяни — 98 %